# 전차포

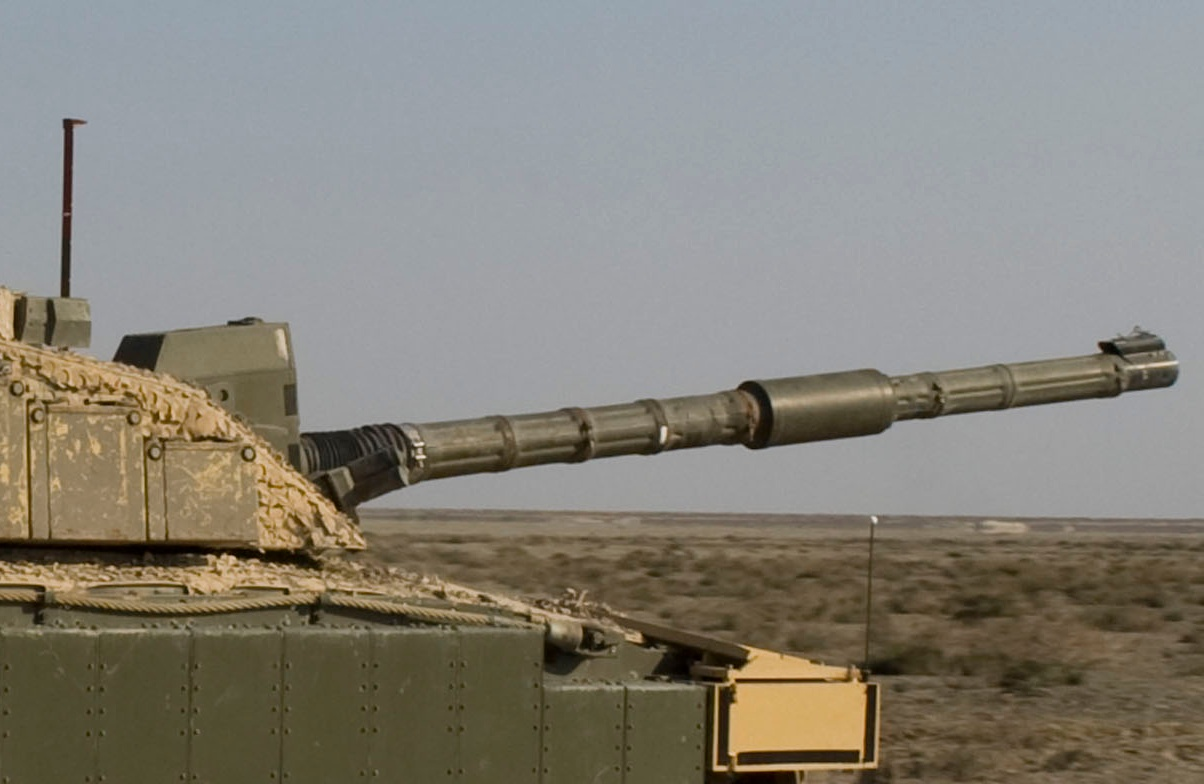

전차포(戰車砲) 또는 탱크 건(tank gun)은 전차의 주요 무기이다. 현대의 전차포들은 운동 에너지탄을 사격할 수 있는 대형 구경의 고속 건이다. 방공건들 또한 전차에 실장할 수 있다.
최초의 전차들은 제1차 세계 대전 기간 중 보병 활동(특히 기관총 위치)을 지원하기 위해 참호 방어물을 돌파하기 위해 사용되었으며, 이 전차들은 기관총이나 고폭발 전차포가 장착되었다.

## 같이 보기
- 대포
- 대전차포